# Ballstorps församling
Ballstorps församling var en församling  i Skara stift i nuvarande Vara kommun. Församlingen uppgick efter 1552 i Edsvära församling.
Kyrkan återfinns numera som Ballstorps kyrkoruin.
Ortnamnet, Berdhistorp 1453, är som vanligtvis ortnamn på -torp bildat till ett personnamn. Här är det bildat till ett binamn (smeknamn) på personen, Bærdhir/Bærðir, "den skäggige". Detta binamn är i sin tur bildat till en motsvarighet (till exempel bardh) till fornvästnordiska barð, "skägg". Detta ortnamn är ett exempel på hur ett tjockt l utvecklades från ett tidigare uttal -rd.

## Administrativ historik
Församlingen har medeltida ursprung och uppgick efter 1552 i Edsvära församling.
Församlingen ingick i pastorat med Norra Vånga församling.